# إدوارد شميت
إدوارد شميت (بالألمانية: Eduard Oscar Schmidt) (و. 1823 – 1886 م) هو عالم نبات، وعالم حيوانات، وأستاذ جامعي، من ألمانيا، ولد في تورجاو، وكان عضوًا في الأكاديمية الألمانية للعلوم ليوبولدينا، توفي عن عمر يناهز 63 عاماً.

## مناصب وهيئات
أدار جامعة فيينا، وجامعة يينا، وجامعة غراتس.